# Toranomon Hills
Toranomon Hills (虎ノ門ヒルズ) es el rascacielos más alto de la capital de Japón, ubicado en la conexión entre los distritos Shinbashi y Toranomon en el centro financiero Minato, fue construido por la cadena Mori al igual que sus vecinos del área cercana de Roppongi Hills y la estructura es diseño de la famosa firma local Nihon Sekkei.
Su punto más alto es de 255.5 metros, lo que lo convierte en el edificio más alto de la ciudad de Tokio. Sin embargo, si consideramos la altura hasta su azotea, alcanza los 247 metros, por lo que sería sobrepasado por la Midtown Tower y sus 248.1 metros.
El complejo cuenta con un logotipo formado por cuatro barras verticales negras formando una letra "M" (y también se asemeja a al kanji "門" el cual da nombre a Toranomon). También tiene una mascota llamada Toranomon (ト ラ の も ん) inspirado en el personaje de manga japonés Doraemon.
En la actualidad el edificio está distribuido en dos zonas una ocupada como un hotel de la cadena hotelera Hyatt, oficinas y otra zona residencial.

## Proyecto
Su proyecto se remonta en el tiempo hasta el año 1946 en el que se ideó un plan para construir una nueva carretera principal entre Toranomon y Shimbashi como parte de un nuevo lazo alrededor del centro de Tokio. La zona de Toranomon se conoce popularmente como  "MacArthur Road" en honor al general de los Estados Unidos Douglas MacArthur, que dirigió la ocupación estadounidense de Japón después de la Segunda Guerra Mundial, haciendo referencia a la proximidad entre el complejo y la Embajada de Estados Unidos en las inmediaciones de Akasaka. El plan se mantuvo latente durante décadas debido a la incapacidad del gobierno para expropiar las propiedades y el terreno necesarios en el centro de Tokio, pero una solución se finalizó alrededor de 1989 que implicó la construcción de un nuevo rascacielos por encima de la carretera para reubicar a los residentes desplazados.